# Восстание шейха Саида
Восста́ние ше́йха Саи́да (курд. Serhildana Şêx Seîdê Pîranî; юж. зазаки Xoverdayışê Şêx Seidi; тур. Şeyh Said İsyanı) — восстание курдов-суннитов в Турецком Курдистане, произошедшее в 1925 году под руководством шейха Саида при поддержке тайной курдской организации Азади (курд. Azadî — «Свобода») и сирийских курдов против новосозданной Турецкой Республики.
Восставшие курды (в основном заза), придерживавшиеся строгих религиозных суннитских традиций, основали Королевство Курдистан, — государство, просуществовавшее три месяца, прежде чем было захвачено турецкой армией. В результате резни в Диярбакыре, устроенной турецкими властями против курдов, погибло 15,200 мирных жителей и разрушены 206 курдских деревень.

## Предыстория
Подготовка к восстанию началась ещё в 1924 году. С упразднением халифата Мустафой Кемалем-пашой существовавшее до того времени относительное турецко-курдское политическое и идеологическое единство прекратило своё существование. Кроме того, в том же году курдский язык был запрещён к употреблению в общественных местах. Курдская организация «Азади» активно занималась антитурецкой националистической пропагандой. После мятежа военнослужащих-курдов в 7-м армейском корпусе была арестована большая часть членов руководства «Азади». Тогда шейх Саид взял на себя руководство подготовкой восстания, однако 13 февраля 1925 года в деревне Пиран под Эгилом в иле Диярбакыр произошёл вооружённый конфликт, что привело к преждевременному началу восстания.
Поскольку турецкое правительство хотело решением Мосульского вопроса оставить местное курдское население в пределах Турции, оно было готово выполнить некоторые из их требований, приближавшихся к требованиям автономии. 1 августа 1924 года в Диярбакыре были проведены переговоры для определения количества требований курдов, которые возможно будет удовлетворить. В ходе них курдам была обещана всеобщая амнистия, специальные платежи из бюджета, освобождение от налогов на пять лет и восстановление деятельности шариатских судов. Представители курдов согласились на это и взамен обещали поддержать Турцию в её претензиях на Мосул. Однако до того, как соглашение могло быть ратифицировано в Великом Национальном Собрании Турции, началось восстание, которое, таким образом, сыграло на руку англичанам, поскольку Турции пришлось задействовать немалую часть своих вооружённых сил для его подавления, что сделало невозможным её гипотетическое вторжение в северный Ирак. Однако впоследствии президент Исмет Иненю заявил, что у них нет доказательств английского фактора в восстании курдов 1925 года. 
Идеологической основой восстания курдов под руководством Шейха Саида были курдский национализм и приверженность исламу. Он также имел контакты со многими видными курдскими деятелями того времени, такими как Алишан из Кохгири, Сеид Риза из Тунджели, Симко Шикак из Восточного Курдистана и Махмуд Барзанджи из Сулеймании в Ираке.

## Ход восстания

### Курдское наступление
После начала восстания курды постепенно захватывали окружающие города. 17 февраля 1925 года губернатор Генча был захвачен в плен в иле Бингол. Отряды под непосредственным командованием шейха Саида Генч, Маден и Сиверек, а затем вступил в Диярбакыр. Другие отряды захватили Варто в иле Муш, а затем вошли в город Муш. 23 февраля в стране было введено военное положение, 24 февраля был захвачен Элязыг. Несколькими днями позже брат Шейха Саида Эбдуррехим захватил город Чермик и получил подкрепления от Шейха Эйба и людей из района Сиверек. Совместными силами они заняли Эргани.

### Турецкое контрнаступление
25 февраля правительство издало «Закон об укреплении порядка» (Takrir-i Sükûn Kanunu) с чрезвычайными полномочиями для себя. 27 февраля турецкая армия начала авиаудары и развернула большое наземное наступление; всего было мобилизовано 50 тысяч хорошо оснащённых турецких солдат. 27 апреля шейх Саид был захвачен с 47 бойцами в своём штабе в Генче, приговорён к смертной казни турецким «трибуналом независимости» и был повешен 4 сентября. Тысячи менее влиятельных курдов были убиты без суда, а население всего района оказалось депортировано.
На стороне турок против восставших сражались представители трёх алевитских курдских племён: хормек, хайдаран и лолан. Причиной была старая вражда с суннитским племенем сибрана, сражавшимся на стороне повстанцев. Эти племена, в частности, помешали захвату Эрзинджана и Эрзурума.

## Последствия
Восстание против турецкой армии не могло продолжаться долго из-за отсутствия у повстанцев тяжёлого вооружения. После поражения восстания тысячи курдов были депортированы в западную часть Турции. Малые отряды, которым удалось спастись бегством, продолжали вести партизанскую войну. Стычки с правительственными войсками в регионе продолжались до 1927 года.